# Matthew Stafford
John Matthew Stafford, född 7 februari 1988 i Tampa, Florida, är en amerikansk fotbollsspelare (quarterback) som spelar för NFL-laget Los Angeles Rams.

## Collegekarriär
Efter en lyckad karriär i High School försökte många stora collegelag att rekrytera Stafford. Stafford valde att spela för University of Georgia och deras fotbollslag Georgia Bulldogs. Stafford spelade tre säsonger för skolan där hans tredje år, säsongen 2008 var hans mest imponerande. På 13 matcher passade Stafford för 3459 yards och 25 touchdowns mot 10 interceptions. Stafford ledde laget till 10 vinster och en seger i Capital One Bowl mot Michigan State med 24-12. Efter säsongen valde Stafford att lämna collegefotbollen ett år tidigt för att ställa upp i 2009 års NFL-draft. Där valdes han först av spelare i draften av Detroit Lions.

## NFL-karriär
Säsongen innan Detroit valde Stafford var man sämst i hela NFL och man vann inte en enda match på hela året. Det tog bara Stafford 3 veckor in på sin rookiesäsong innan han ledde Detroit till sin första seger. Med 241 passade yards och 1 touchdown passning slog man Washington Redskins hemma med 19–14. Staffords bästa match under sin debutsäsong kom dock hemma mot Cleveland Browns den 22 november 2009. I en seger med 38–37 passade Stafford för 422 yards och 5 touchdown passningar. Det var första gången sedan 1950 som en rookie hade kastat 5 touchdown passningar i en match och Staffords 422 yards var näst flest av en rookie sedan 1950. Staffords rookiesäsong plågades av skador och Stafford spelade endast 10 matcher. Av dem matcherna vann Detroit endast två. Stafford passade för totalt 2267 yards, 13 touchdowns och 20 interceptions.
I sin tredje NFL-säsong tog Staffords karriär fart. Han ledde Detroit till 10 segrar och laget knep en Wild Card pltas till slutspelet. Det var första gången sedan 1999 som Detroit tog sig till slutspel. Under säsongen passade Stafford för 5038 yards och 41 touchdowns. I en förlustmatch mot Green Bay Packers den 1 januari 2012 samma säsong passade Stafford för 520 yards vilket är sjunde mest passade yards i enskild match i NFL-historien. Staffords 5038 yards ligger på åttonde plats i NFL-historien för passade yards under en säsong. I Staffords första slutspelsmatch blev det dock förlust borta mot New Orleans Saints med 45–28. I matchen passade Stafford för 380 yards och 3 touchdowns.
I säsongen efter kom Stafford endast 33 yards från att bli den andra spelaren i NFL-historien att passa för 5000 yards i två raka säsonger. Detroit vann dock bara 4 matcher och missade slutspelet. Samma säsong hjälpte dock Stafford sin wide receiver Calvin Johnson att slå rekordet för antalet mottagna yards under en säsong.
Säsongen 2014 förde Stafford Detroit till slutspelet igen. Detroit vann 11 matcher under grundserien vilket var de flesta matcher man vunnit under en säsong när man haft Stafford som quarterback. Återigen blev det dock förlust i första slutspelsomgången, denna gång med 24–20 borta mot Dallas Cowboys.
Under säsongen 2016 blev Stafford den quarterback med flest passade yards i sina 100 första matcher.